# 管理部 (行政管理庁)
管理部（かんりぶ）は、行政管理庁に置かれていた内部部局の一つ。

## 概要
1948年7月1日 総理庁に行政管理庁が設置される。管理部は、行政組織を統制するための内閣の補佐部局として定員を統制していた。

## 所掌事務
所掌
行政管理庁訓令（昭和31年3月31日）第4条に規定されていた。
```
（管理部の所掌事務）
第4条 管理部においては、左の事務をつかさどる。
一 部内の庶務に関すること。
二 
行政制度
一般に関する基本的事項の企画に関すること。
三 
行政機関
の機構、定員及び運営の総合調整に関すること。
四 行政機関の機構、定員及び運営に関する調査、企画、立案及び勧告に関すること。
五 各行政機関の機構の新設、改正及び廃止並びに定員の設置、増減及び廃止に関する審査に関すること。
六 管理部の所掌事務に関する統計及び資料の収集に関すること。
七 行政機構年報その他所掌事務に関する図書類の刊行に関すること。
```